# Kościół św. Elżbiety w Gdańsku

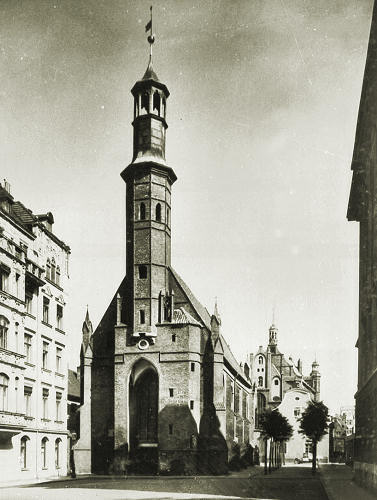
Kościół św. Elżbiety, ok. 1900

Kościół św. Elżbiety w Gdańsku – zabytkowy kościół rektorski, leżący w granicach parafii św. Brygidy archidiecezji gdańskiej. W latach 1622–1820 była to druga świątynia gdańskich kalwinistów.

## Architektura
Świątynia jest budowlą gotycką z cegły, jednonawową, posiada jedną wieżę na osi, gwiaździste prezbiterium i jedną boczną kaplicę.

## Kalendarium i organy
- 1393–1394 – do istniejącego przytułku dla ubogich i chorych[2] dobudowano kaplicę św. Elżbiety. Przytułek został zamieniony w szpital.
- 1417 – ukończono budowę właściwego kościoła św. Elżbiety, którego sylwetka do czasów obecnych zasadniczo nie zmieniła się. Zmianie uległa jedynie wieża i jej hełm.
- 1547 – rozpoczęto budowę wysokiego wału fortyfikacyjnego. Zlikwidowano wtedy niektóre zabudowania szpitalne oraz cmentarz przykościelny. Zamurowano główne wejście do kościoła.
- 1557 – świątynia przeszła w ręce ewangelików reformowanych.
- 1844 – władze miasta sprzedały kościół wojsku. Do 1945 roku był to kościół garnizonowy, w którym odprawiano nieliczne nabożeństwa.
- Koniec XIX w. – usunięto wały fortyfikacyjne.
- 1945 – na przełomie marca i kwietnia kościół razem ze szpitalem przykościelnym zostały spalone. Odbudowy podjęli się księża pallotyni. Po 1945 r. nie odtworzono hełmu wieży, zastępując go daszkiem.
- 1947 – otwarcie odbudowanego kościoła.
- 1956–1958 – po październiku 1956 otrzymano pozwolenie na odbudowę dawnego szpitala, który odtąd pełni rolę domu duszpasterskiego.
- 1993 – po remoncie kościół otrzymał obecny wystrój wnętrza.

Znajdujące się w kościele do 1945 r. organy zostały zbudowane w latach 1735-36 przez Andrzeja Hildebrandta i miały 29 głosów. W 1912 r. przebudowano je na system elektropneumatyczny z 24 głosami. Instrument uległ zniszczeniu w pożarze kościoła wznieconym 30 marca 1945 r. przez żołnierzy Armii Czerwonej. Dzisiejsze, zbudowane w 1957 r., mają 15 głosów.

## Galeria

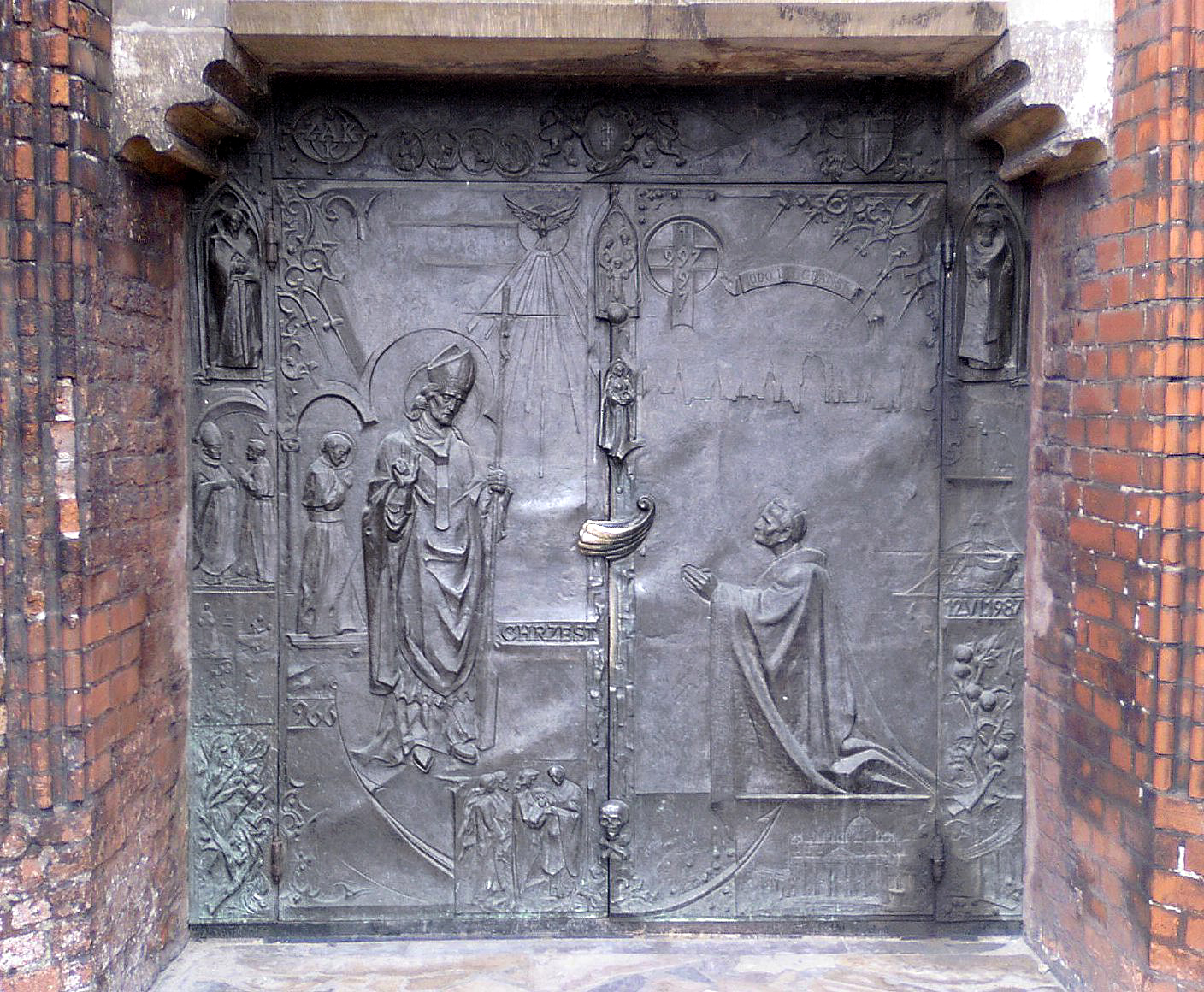
Brązowe drzwi kościoła
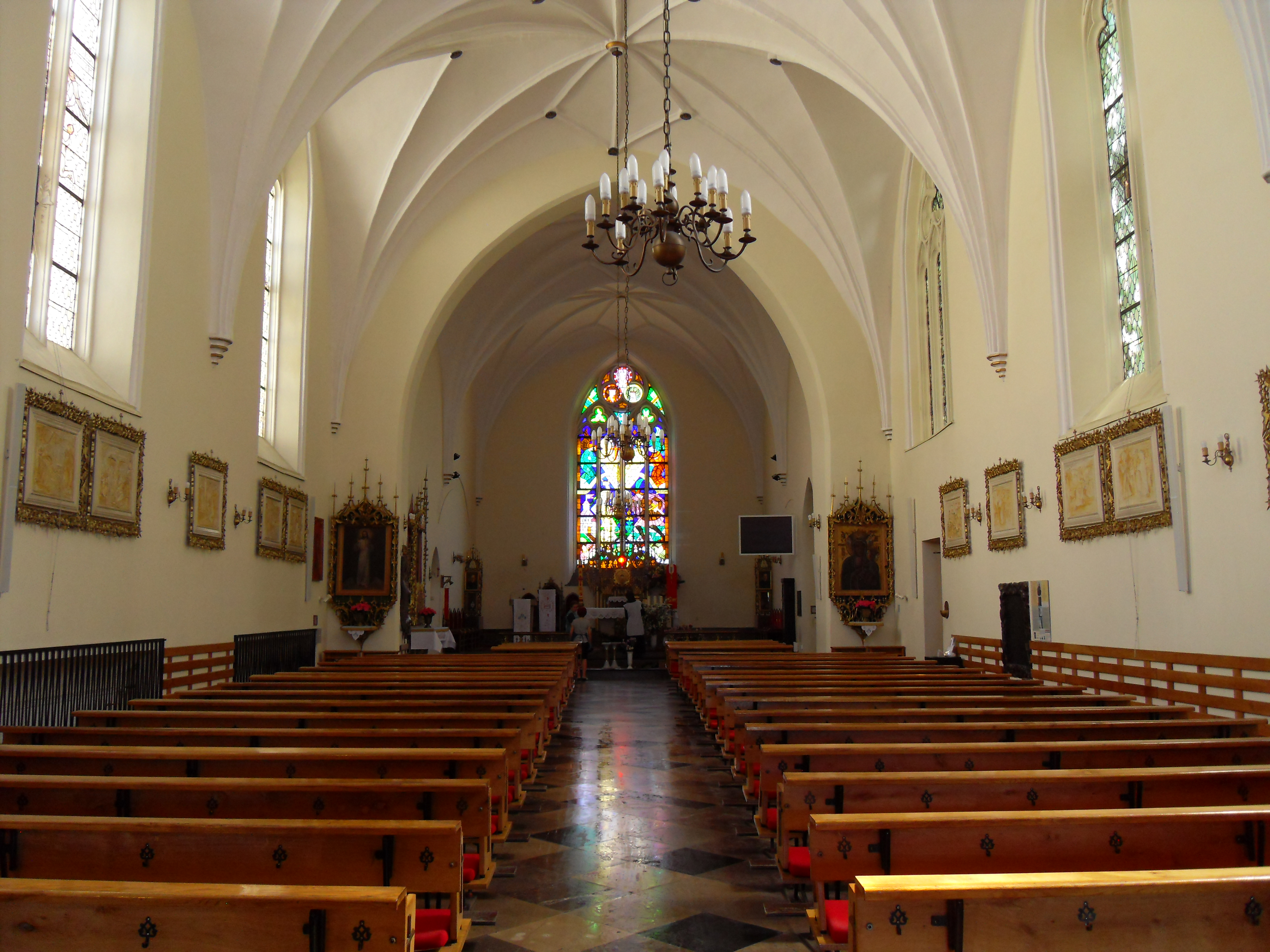
Wnętrze kościoła
Herb (gmerk) kościoła i szpitala św. Elżbiety
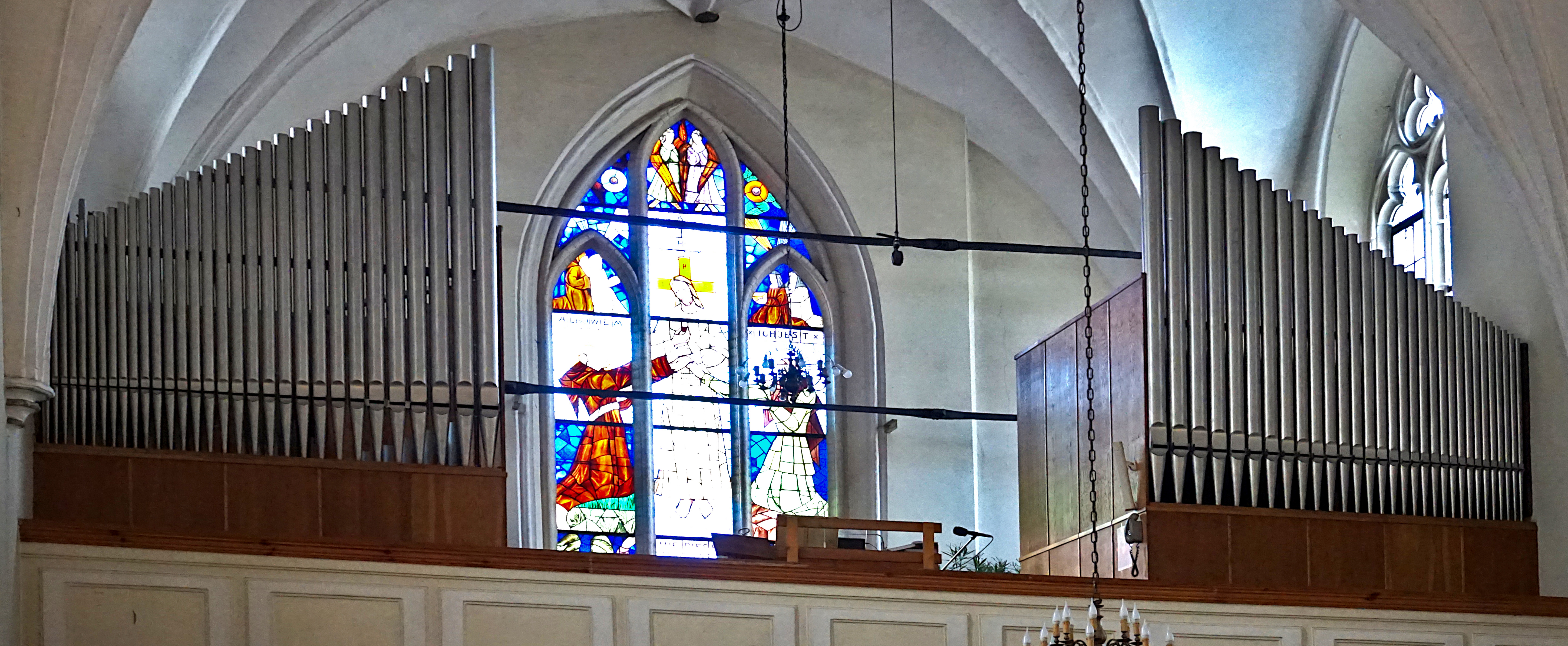
Organy autorstwa Güntera Grauna